# Grupo Mahou-San Miguel
Grupo Mahou-San Miguel is de grootste Spaanse bierbrouwerij. Het bedrijf bestaat sinds 2000. In dat jaar kocht de brouwerij Mahou in Madrid een belang van 70% in de San Miguel-brouwerij in Lleida, voordien eigendom van Danone. In 2007 nam het bedrijf de brouwerij Cervezas Alhambra over, brouwer van het bier Alhambra, en werd daarmee de grootste bierproducent van Spanje.

## Activiteiten
Mahou-San Miguel is de grootste Spaanse bierbrouwer en heeft in het land een productie aandeel van 31% in 2022. De producten worden verkocht in ongeveer 70 landen wereldwijd. Het bier wordt gebrouwen in tien brouwerijen, waarvan acht in Spanje en twee in de Verenigde Staten. Verder heeft het nog diverse bronnen en fabrieken voor het verpakken van bronwater. Bij het bedrijf werken ruim 4000 mensen.
In 2022 verkocht het bedrijf in totaal 20,9 miljoen hectoliter bier en water en behaalde hiermee een omzet van 1,7 miljard euro.

## Geschiedenis
Grupo Mahou-San Miguel is ontstaan uit het samengaan van de brouwers van beide merken. Deze brouwers hebben elk een lange geschiedenis.

### Mahou
In 1890 wordt in Madrid het bedrijf Hijos de Casimiro Mahou opgericht, in de Calle Amaniel. Dit bedrijf legt zich toe op het produceren van bier en ijs. Een jaar later verschijnen de eerste flesjes bier op de markt. Als in 1943 Casimiro Mahou sterft, neemt zijn zoon, Alfredo Mahou de la Fuente, het bedrijf over.

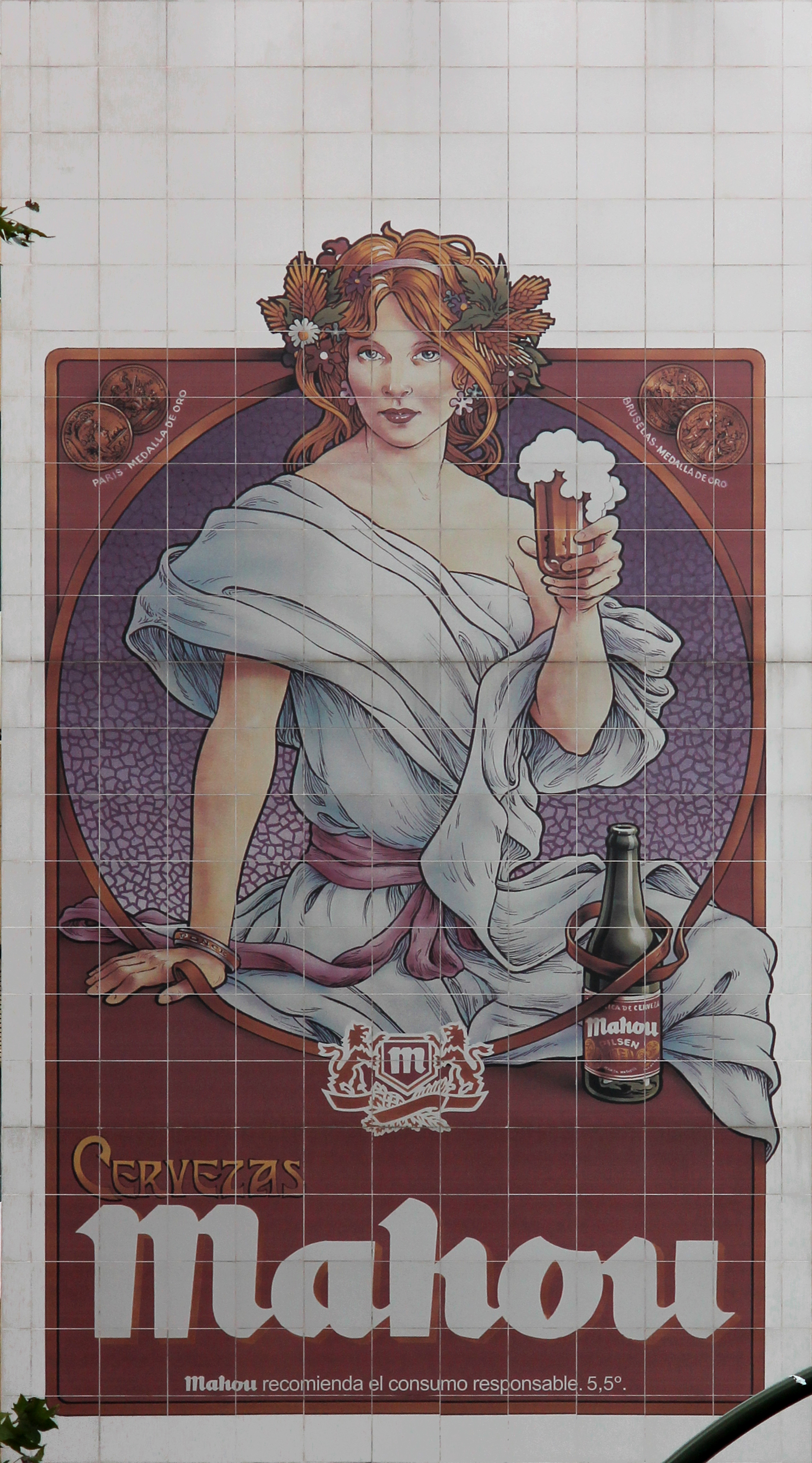
Reclame voor Mahou (Madrid).

In 1953 verandert de naam van het bedrijf in 'Mahou S.A.'. Aan de bouw van een nieuwe brouwerij aan de Paseo Imperial in Madrid wordt begonnen in 1961, het jaar daarop wordt de brouwerij in gebruik genomen. In 1964 sluit de oude brouwerij haar deuren. Een tweede brouwerij in Málaga wordt in 1966 in gebruik genomen. Het huidige vlaggenschipmerk van de brouwer, Mahou cinco estrellas (Mahou vijf sterren), wordt in 1969 geïntroduceerd. In 1970 neemt het Franse bedrijf Danone een belang van 33% in het bedrijf.
Met de bouw van een nieuwe brouwerij in Alovera wordt begonnen in 1990. In deze brouwerij zou drie jaar later, in 1993, begonnen worden met de productie. De oude brouwerij aan de Paseo Imperial wordt in 2011 gesloopt.
In 2000 neemt Mahou het belang van Danone in San Miguel over, en ontstaat de huidige Grupo Mahou-San Miguel.

### San Miguel
Het bier San Miguel ontstaat in 1890 in Manilla, in een wijk die toen die naam droeg (later Cebú genoemd). Door de jaren heen wordt dit het meest verkochte bier in Zuidoost-Azië. Vanaf 1946 probeert de brouwer voet aan wal te krijgen in Spanje en in 1953 wordt er een brouwerij geopend in Lerida. Al in 1957 besluit het moederbedrijf deze brouwerij echter af te stoten en vanaf dat moment gaan de twee bedrijven elk hun eigen weg. San Miguel als zelfstandig Spaans biermerk is geboren en in datzelfde jaar komen de eerste flessen San Miguel Especial, een lager, uit de fabriek. Ook opent het bedrijf twee extra brouwerijen.
Vanaf 1992 neemt het Franse bedrijf Danone een belang in het biermerk en neemt het volledig over in 1997. Danone laat San Miguel samenwerken met een ander Spaans merk in zijn bezit: Mahou. Als in 2000 Danone besluit alle bieractiviteiten af te stoten, gaat het merk San Miguel deel uitmaken van de brouwer Mahou-San Miguel, de grootste bierbrouwer van Spanje.

### Sinds 2000
Na het ontstaan van de huidige brouwer neemt het bedrijf een aantal andere brouwerijen over. In 2004 wordt Cervezas Anega, een brouwer op de Canarische Eilanden overgenomen (producent van de bieren Cervezas Reina). In 2005 verkocht Danone de laatste aandelen waardoor het bedrijf niet alleen de grootste brouwer van Spanje is, maar ook alleen Spaanse aandeelhouders heeft.
In 2007 gaan de Cervezas Alhambra (brouwer van het biermerk Alhambra) tot de groep behoren, en zo ontstaat de grootste brouwer van Spanje. Als het bedrijf in 2010 een samenwerking aangaat met café Marcilla, en in 2011 Solán de Cabras, een bronwatermerk, over wordt genomen, breidt de groep haar activiteiten uit naar andere markten dan die van het bier. In 2012 doet het bedrijf zijn intrede op de Indische markt door het aangaan van een joint venture met de brouwer Arian Breweries & Distilleries Ltd.
In 2016 nam het bedrijf een minderheidsbelang van 40% in Nómada Brewing, een ambachtelijke bierbrouwer. Nómada Brewing kan de beschikbare technologische kennis, de kwaliteitscontrolesystemen en het verkoopnetwerk van Mahou gebruiken. De microbrouwerij van Nómada Brewing verhuisde naar de brouwerij in Alovera.
Vanaf 2014 is het bedrijf actief op de Amerikaanse markt. Het nam een 30% aandelenbelang in Founders Brewing company in Michigan. In 2017 volgde een tweede overname, het bedrijf nam een 40% belang in Avery Brewery. In 2020 werden aandelen bijgekocht waarmee Mahou meerderheidsaandeelhouder is geworden in beide brouwerijen.
In 2018 kocht het een belang van 51,8% in Aguas del Valle de La Orotava, een op de Tenerife gevestigd bedrijf dat mineraal water verkoopt onder de merknamen Fonteide en Los Alpes. Aguas del Valle de La Orotava heeft twee waterbronnen op het eiland.

## Merken

### Spaanse merken
- Mahou Cinco Estrellas
- Mahou Clásica
- Mahou Negra
- Mahou Light
- Mahou Sin (alcoholvrij)
- San Miguel Especial
- San Miguel 1516
- San Miguel Eco
- San Miguel Selecta XV
- San Miguel 0,0% (alcoholvrij)
- San Miguel 0,0% Manzana (alcoholvrij)
- San Miguel 0,0% Limón (alcoholvrij)
- Reina
- Sureña
- Alhambra Especial
- Alhambra Lager Especial
- Alhambra Reserva 1925
- Alhambra Negra
- Alhambra Sin
- Shandy de Alhambra (Shandy)
- Mezquita
- Mixta Shandy

### Internationale merken
Naast de huismerken is de Grupo Mahou-San Miguel ook verantwoordelijk voor de productie en distributie van een aantal internationale merken in Spanje.
- Carlsberg
- 1664
- Grimbergen blond
- Grimbergen dubbel
- Grimbergen tripel
- Grimbergen optimo bruno
- Tetley's
- Carling
- Warsteiner
- Warsteiner premium fresh
- König Ludwig weissbier

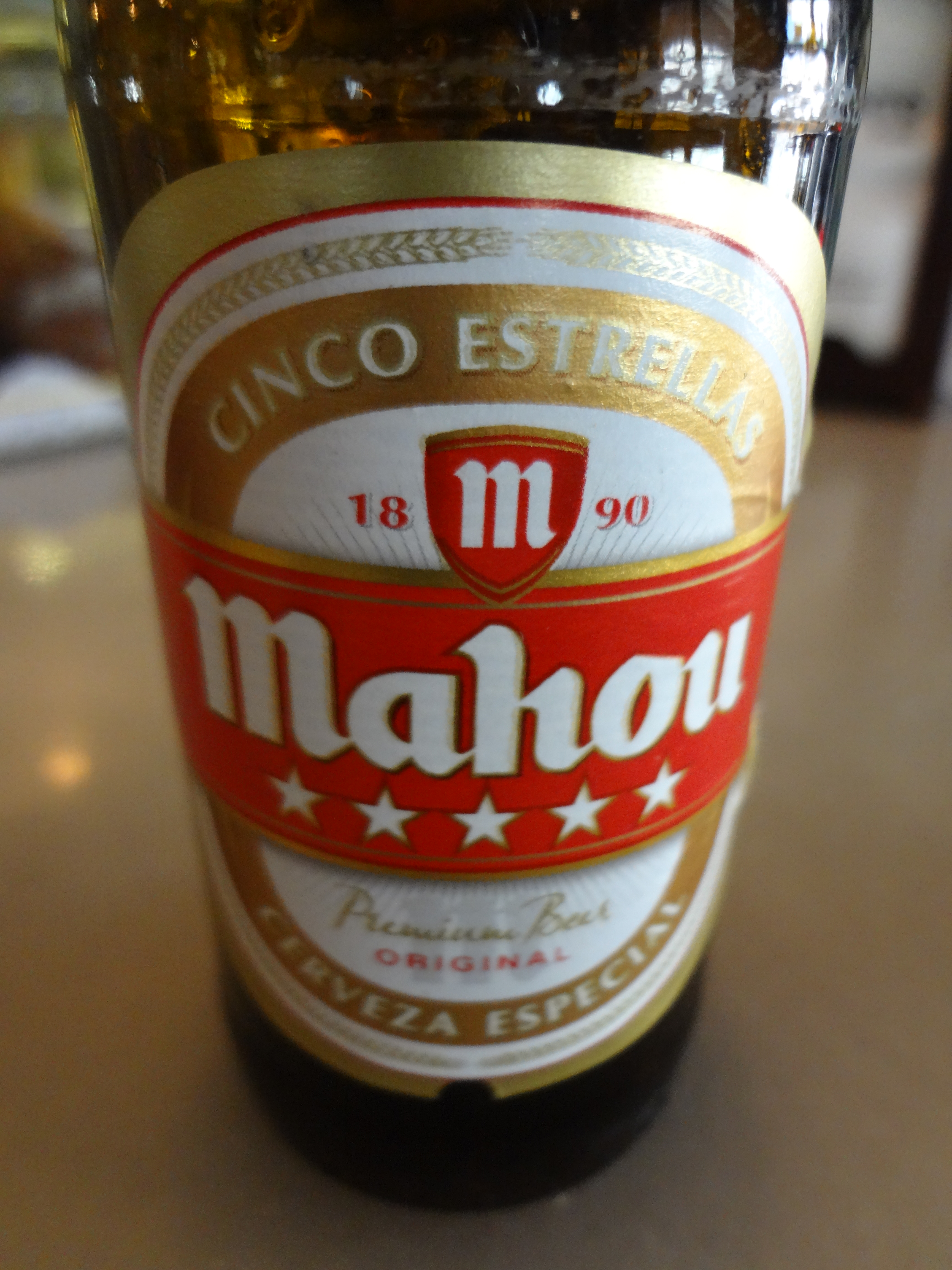
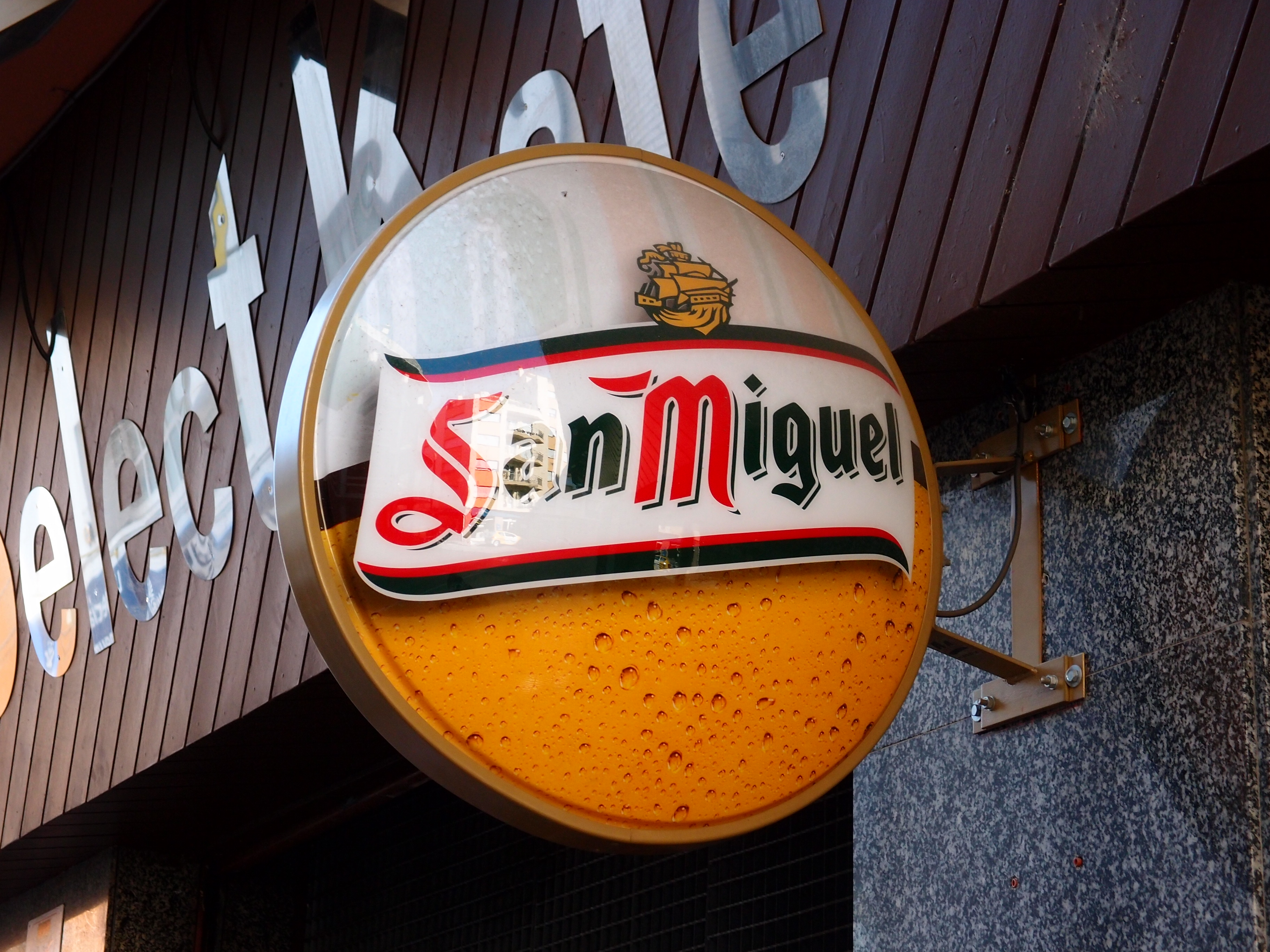
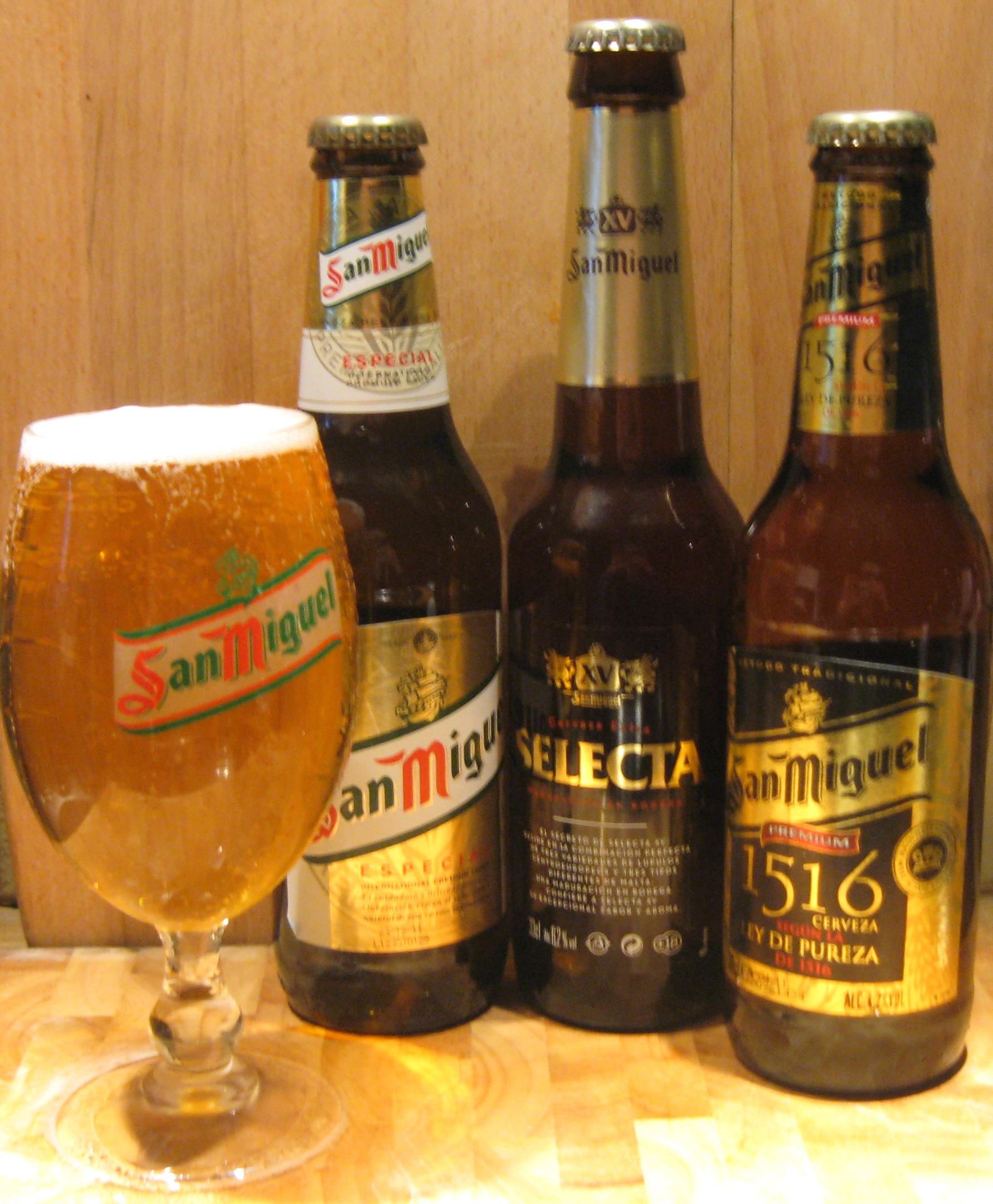
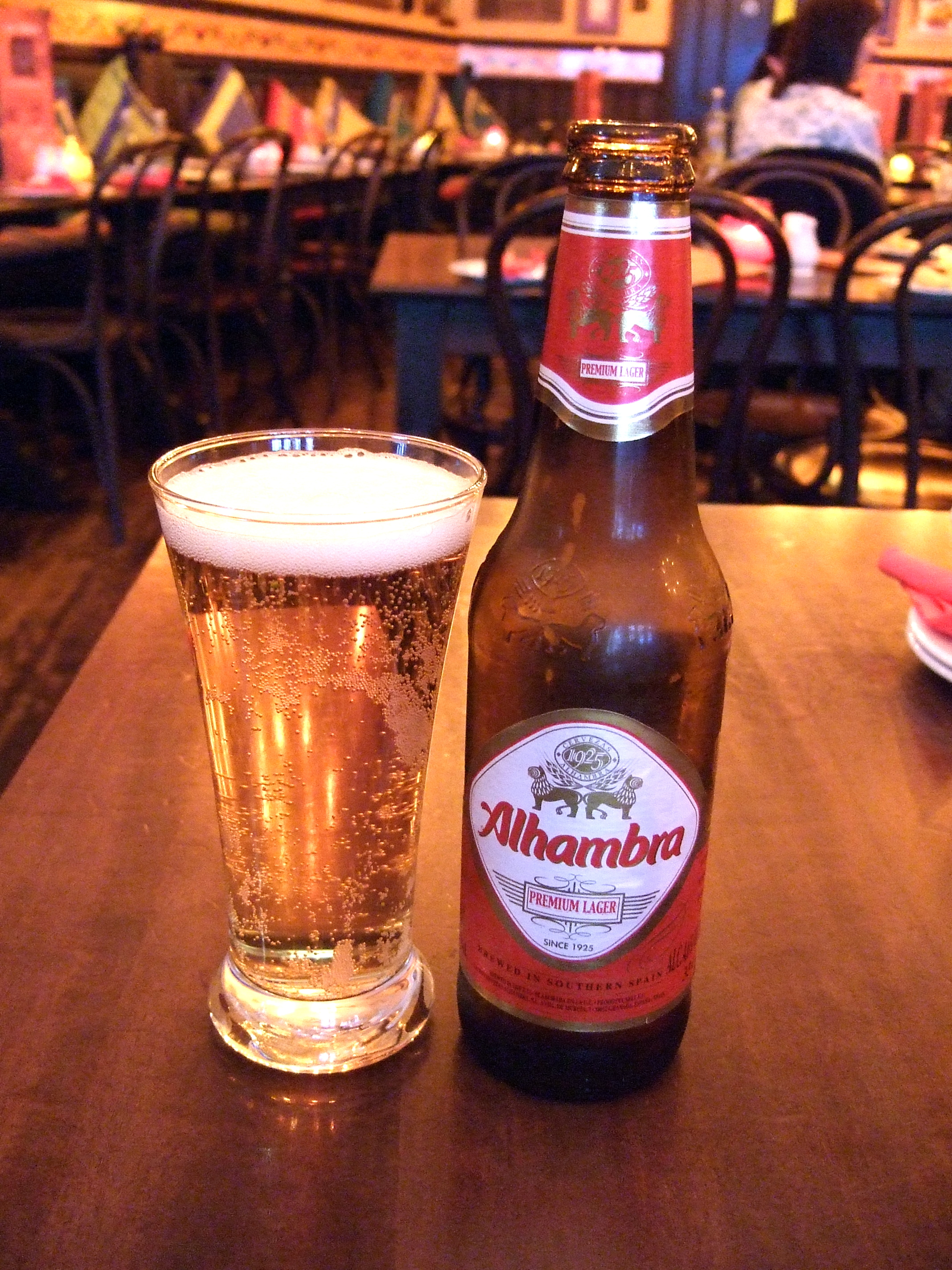
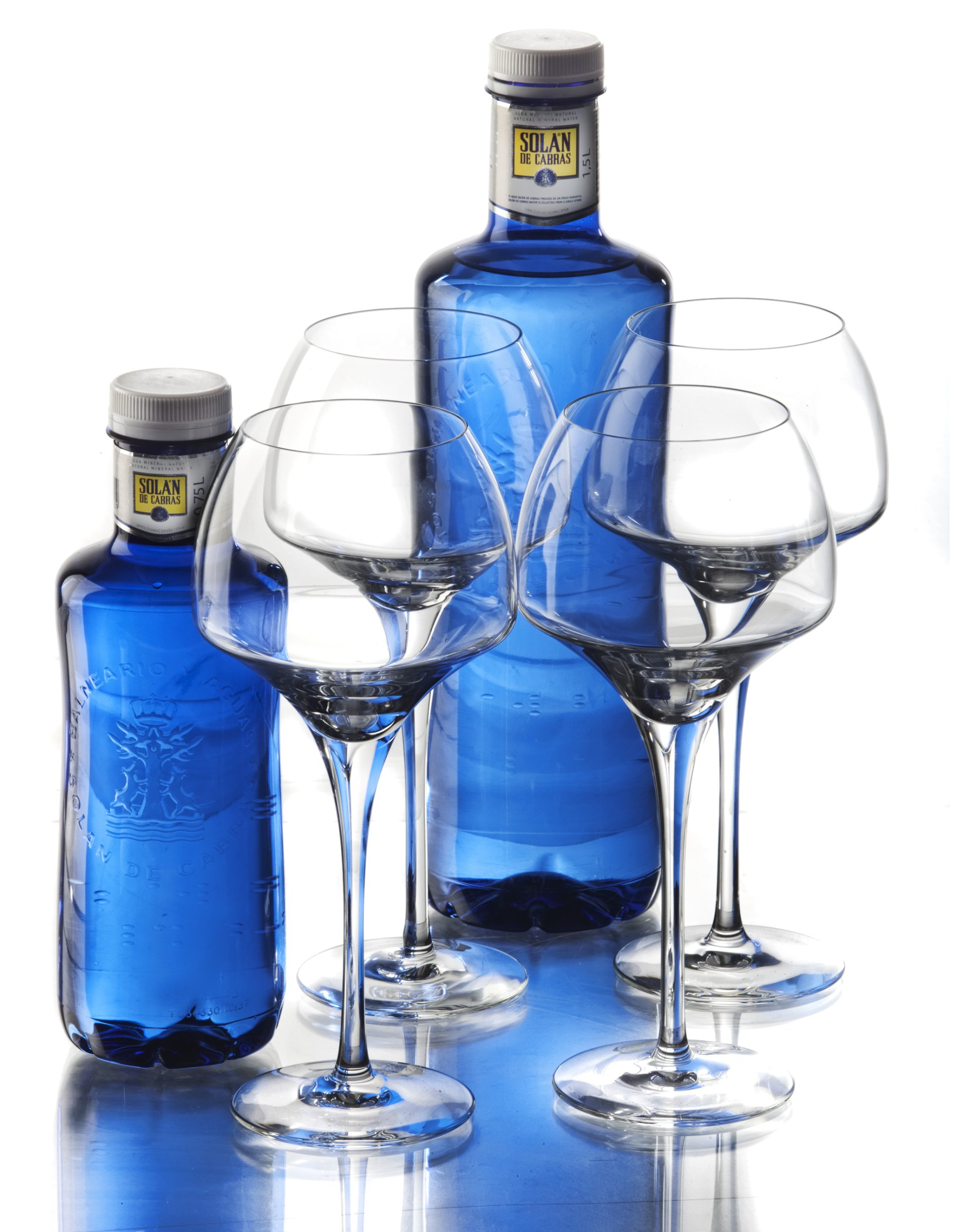
Solán de Cabras water